# مصطفى عبد الحفيظ
مصطفى عبد الحفيظ، لاعب كرة قدم قطري من أصل مصري , من مواليد 21 سبتمبر 1987 . لعب سابقاً مع نادي السيلية .

## روابط خارجية
- مصطفى عبد الحفيظ على موقع Soccerway.com (الإنجليزية)
- مصطفى عبد الحفيظ على موقع عالم كرة القدم.نت (الإنجليزية)